# Stranger Things: Temnota na okraji města
Stranger things: Temnota na okraji města (v anglickém originále Stranger Things: Darkness on the Edge of Town) je druhým dílem knižní série Stranger Things, a zároveň první knihou Stranger Things od romanopisce Adama Christophera. Vyšla v roce 2020 a pojednává o minulosti policejního náčelníka Jima Hoppera. Pro český trh byla kniha přeložena Darkem Šmídem a vydána nakladatelstvím Fobos.
Prvním dílem ze série byla kniha Stranger Things: Temný experiment od autorky Gwendy Bond. Třetí knihou uvedenou na trh je Stranger Things: Šílená Max od autorky Brenny Yovanoff. Knihy navazují na původní seriál Stranger Things od streamovací služby Netflix.

## Postavy
Hlavní postavou je policejní náčelník Jim Hopper, který tráví Vánoce se svou adpotivní dcerou Jane Eleven Hopperovou. Tyto dvě postavy provází čtenáře celým příběhem, tedy Hopperovou minulostí, kdy působil jako policista v New Yorku. Hopperova tajemná minulost vyplouvá v průběhu knihy na povrch. Mezi vedlejší postavy patří Hopperova bývalá policejní parťačka Rosario Delgadová. Rosario pochází z Queensu, často ale pije kávu z hrnku, na kterém má napsáno Kuba. Ráda tedy vtipkuje o svém původu. Dalšími důležitými postavami, které patřily do Hopperova příběhu byla jeho žena Diane Hopperová a dcera Sára Hopperová. Jim Hopper se ve vztahu ke své manželce a dceři ukazuje jako milující manžel a otec, avšak s nedostatkem času. V knize se objevuje mnoho vedlejších postav, které však mají zásadní vliv na vývoj příběhu.

## Děj
Policejní náčelník Jim Hopper si přeje po skoro 7 letech po návratu do Hawkinsu strávit klidné Vánoce. Tentokrát se svoji adoptivní dcerou Jane Eleven Hopperovou. Eleven má ale jiné plány, a chce vědět více o Hopperově minulosti. Zeptá se ho tedy na Vietnam, kde několik let sloužil. Hopper se však o Vietnamu odmítá bavit a tak si Eleven najde jiné téma. Vytáhne ze sklepa archivační krabici s nápisem New York a začne klást otázky. Hopper tedy svolí a začne jí vyprávět o své minulosti, která se pojí s létem 1977.
Vše začne tím, že se Hopper účastní narozeninové oslavy, kde dojde k incidentu, při kterém se jistá věštkyně zmíní o blížící se temnotě. Hopper to nehodlá poslouchat, a tak oslavu i se svou ženou a dcerou opouští. V kanceláři detektivů brooklynského 65. okrsku to vřelo napětím. Hopperovi byla přidělena nová parťačka, Rosario Delgadová. Hopper zpočátku není vůbec nadšený, časem se ale ukáže, že je Delgadová víc, než jen dobrá parťačka.
Hopper se svojí parťačkou Rosario Delgadovou řeší podivné vraždy, které se pojí s podivnými symboly. Doktorka psychologie Lisa Sargesonová jim poradí, že se jedná o Zenerovy karty. Jednoho dne navštíví okrsek zvláštní agent Gallup, který bez jakéhokoli vysvětlení případ 65. okrsku odebere. Hopper a Delgadová si nenechali takové jednání líbit a vydali se na vlastní pěst pokračovat ve vyšetřování. Vyšetřování jim okoření jistý Leroy Washington, který se dostane na policejní okrsek a nabízí jim informace. Při výslechu Leroye je Hopper zaskočen tím, že Leroy začne vyprávět o temnotě a o dnu hada. 
Díky Leroyovi se Hopper opět setká se zvláštním agentem Gallupem, který ho donutí, aby vyšetřil případ, který souvisí s vraždami a Zenerovými kartami.
Hopper se tedy akce zúčastní společně s Delgadovou. Náčelník Jim Hopper se nechá unést. Společně s Leroyem zamíří do sídla gangu, který si říká Zmije. Ostatně Leroy k nim stále patřil, i se svou sestrou Marthou. V sídle Zmijí naráží Hopper po nějaké době na vůdce tohoto Gangu, Svatého Johna. Hopper se dostává pod kůži Svatému Johnovi díky tomu, že oba sloužili ve Vietnamu. 
Mezitím, co Hopper zmizel se snaží Delgadová tuto zvláštní akci ututlat a obstarávat věci okolo. Spojí se doktorkou Lisou Sargesonovou a společně s ní se snaží vypátrat další informace. Lisa se nevědomky setká setká se Svatým Johnem a následuje ho do areálu gangu Zmijí.
Celá situace vyústí smrtí Lisy Sargesonové a nadcházející temnotou, známou jako Newyorský blackout v roce 1977. Když je celé město převrácené vzhůru nohama, Hopper svede boj se Svatým Johnem. Ten podlehne zranění. Hopper se opět setká s parťačkou Delgadovou, která celou dobu byla přihlížející při boji mezi Hopperem a Svatým Johnem.
Hopper s Delgadovou se na stanici dočkají bouřlivých ovací a díků za vyřešení případu. Hopper se vrací zpět domů za Diane a Sárou.

## Styl
Kniha je napsána svižně a situace na sebe plynule navazují. V knize dochází k prolínání kapitol minulosti s přítomností. Kniha je napsána v er-formě, což je vhodné vzhledem k většímu počtu vedlejších postav.